# Massegur
Massegur és una masia de la Vall d'en Bas (Garrotxa) protegida com a bé cultural d'interès local.

## Descripció
És un gran casal amb teulada a quatre vessants. A la façana principal destaquen tres galeries, una a cada pis, formades per quatre arcades de la mateixa mida. Les finestres i les cantoneres de la casa són de pedra treballada.
Al portal d'entrada del pati interior hi ha una llinda datada del 1765. La casa està estintolada per un conjunt de columnes cilíndriques. A la part dreta de la casa hi ha una capella dedicada a la verge del Remei on es pot llegir la inscripció: "Francisco Serrat Mariner / Massegur me fecit 1768".

## Història
Ja és documentada del 1300 al 1400, si bé al 1660 consta l'enllaç de Pau Massegur amb la pubilla d'Avellana, els quals van fer molta feina i van tirar endavant la casa després d'anteriors vicissituds.